# Jan Olszański
Jan Olszański (ur. 14 stycznia 1919 w Huciskach koło Tarnopola, zm. 23 lutego 2003 w Kamieńcu Podolskim) – polski rzymskokatolicki biskup diecezjalny kamieniecki, marianin oraz Sługa Boży Kościoła katolickiego.

## Życiorys
W 1938 ukończył Państwowe Gimnazjum im. Józefa Korzeniowskiego w Brodach i wstąpił do seminarium duchownego we Lwowie. Ukończył je w 1942 i 15 listopada tego roku przyjął z rąk abp. Bolesława Twardowskiego święcenia kapłańskie. Był wikariuszem parafii w Kaczanówce, następnie został mianowany administratorem parafii w Gródku Podolskim, wikariuszem i katechetą w katedrze i parafii Matki Boskiej Śnieżnej we Lwowie. Od 1945 do usunięcia przez sowietów w 1959 sprawował posługę duszpasterską w Gródku Podolskim, po czym został przeniesiony do niewielkiej wsi Mańkowce. Pracował tam do 1991. Od 1965 był również duszpasterzem w Kitajgrodzie i okolicy. Jako jeden z nielicznych kapłanów katolickich na tym terenie, z narażeniem życia i w każdej chwili ryzykując deportacją starał się zapewnić opiekę duszpasterską wiernym na prawie połowie terytorium dzisiejszej diecezji kamienieckiej.
16 stycznia 1991 został mianowany biskupem kamienieckim. W odrodzonej diecezji erygował wyższe seminarium duchowne w Gródku Podolskim oraz wznowił działalność ponad 200 parafii.
4 maja 2002 na prośbę biskupa papież Jan Paweł II zwolnił go z pełnienia obowiązków biskupa diecezjalnego.

## Proces beatyfikacyjny
Z inicjatywy diecezji kamienieckiej przekonanej o świątobliwości jego życia podjęto starania w celu wyniesienia go na ołtarze. Rada kapłańska diecezji kamienieckiej 10 października 2019 oraz Konferencja Episkopatu Ukrainy 30 listopada tegoż roku wyraziły zgodę na rozpoczęcie procesu jego beatyfikacji. 17 grudnia 2021 Kongregacja Spraw Kanonizacyjnych w Rzymie również wyraziła zgodę (nihil obstat) na rozpoczęcie tego procesu. W tej sytuacji 23 lutego 2022 uroczystą mszą świętą sprawowaną w katedrze Świętych Apostołów Piotra i Pawła w Kamieńcu Podolskim przez biskupa kamienieckiego Leona Dubrawskiego rozpoczął się proces jego beatyfikacji. Na postulatora w procesie diecezjalnym mianowano ks. dr. Ołeksandra Chałaima. Od tej pory przysługuje mu tytuł Sługi Bożego.